# 地堡爺爺

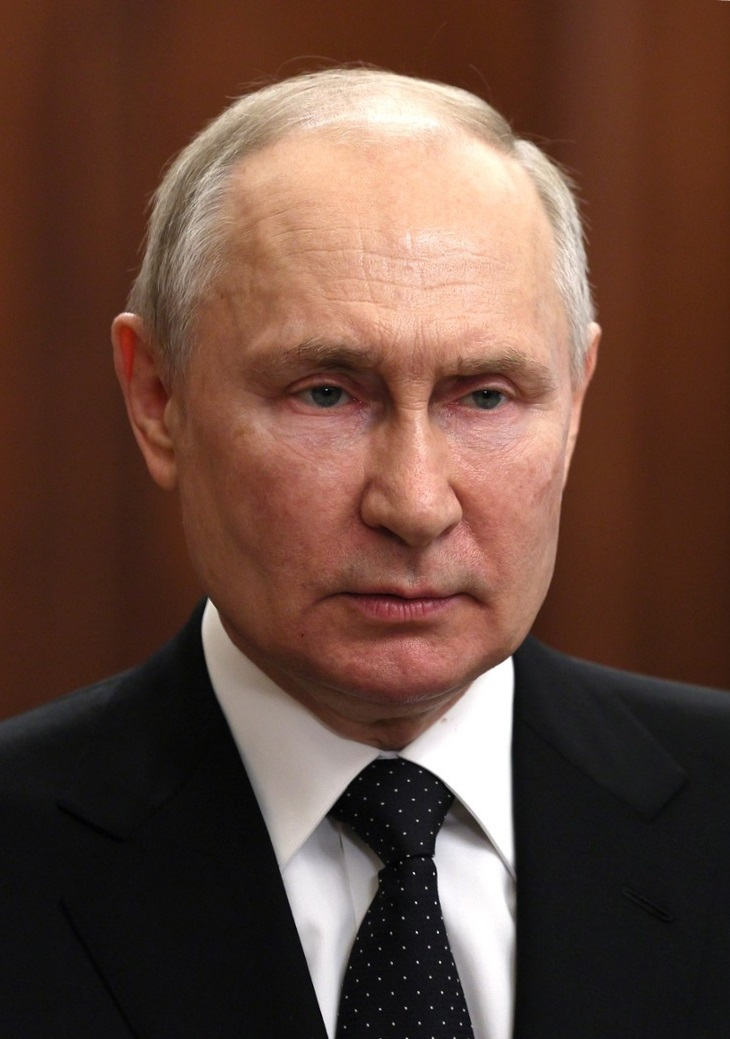
俄羅斯總統弗拉迪米爾·普丁（2023年6月）

地堡爺爺（俄语：Бункерный дед，或译地堡祖父，闽南语译地堡阿公）是對俄羅斯總統弗拉迪米爾·普丁的侮辱性綽號，該綽號已成為俄羅斯和烏克蘭的網路迷因。
普丁被稱為「地堡爺爺」要歸功於網絡迷因「爺爺吃藥吧，否則你會被踢屁股」，其出現2021年俄罗斯反普京示威時期支持反對派政治家阿列克謝·納瓦尼集會上的口號。納瓦尼的團隊很快就對格連吉克附近的「普京宫」展開了調查，據報道那裡有一個巨大的掩體。這項調查是在人們談論普丁在2019冠狀病毒病疫情期間嚴格自我隔離的背景下進行的。
於是，「爺爺」一詞之前就加上了「碉堡」一詞。俄羅斯入侵烏克蘭後，有關位於烏拉爾或阿爾泰地區的「普京地堡」的說法開始流傳，普丁可以從那裡發動戰爭，這使得「地堡爺爺」的綽號更加流行。

## 運用
烏克蘭觀察家、俄羅斯反對派公關人士、烏克蘭和俄羅斯喜劇演員都使用「地堡爺爺」這個綽號。這個綽號暗示著任何形式的無能和非理性。
阿列克謝·納瓦尼多次使用「地堡爺爺」的綽號來稱呼普丁。例如，2020年6月22日，他在部落格中使用了這個與普丁相關的綽號，他在部落格中表示，國家在閱兵上花費了近10億盧布，這還不包括軍事預算的費用：「為養老金領取者買藥這筆錢……這是他們最不關心的事情，但地堡爺爺想要遊行，他需要在講台上炫耀」。2020年10月，納瓦尼使用「地堡爺爺」的綽號，在其Instagram頁面上發佈了一張截圖，其中列出了他的YouTube頻道上觀看次數最多的影片。2021年2月，納瓦尼被拘留期間，在希姆基市法院使用了「坐在管子上的癩蛤蟆」、「正在偷竊的地堡爺爺」和「地堡爺爺」等綽號來形容普丁。《華盛頓郵報》編輯羅賓·迪克森寫道：「納瓦尼是這句流行語的大師，他稱普丁為『地堡爺爺』，將其描繪成虛偽和腐敗的」。
正如《美杜莎報》指出的那樣，普丁被稱為「爺爺」，而不是像鮑利斯·葉爾欽那樣「因其生理年齡或健康狀況」，「而且不僅僅是出於冒犯的慾望」。「爺爺吃藥吧」這個迷因本質上與「OK boomer」迷因的意思相同：價值觀和思想，人類心態是半個世紀前在一個完全不同的世界中形成的，它們已經過時了，不符合現代秩序。
歷史學家謝爾蓋·梅德韋傑夫指出，正如政治學家葉卡捷琳娜·舒爾曼所說，「笨拙地堡爺爺的迷因」，其誕生是因為「祖孫之間的衝突」，而這正是價值和風格的真正差異：甚至不是電視和Facebook之間的差異，而是電視和TikTok之間的差異。